# Synopeas millefolii
Synopeas millefolii är en stekelart som först beskrevs av Jean-Jacques Kieffer 1913.  Synopeas millefolii ingår i släktet Synopeas och familjen gallmyggesteklar. Inga underarter finns listade i Catalogue of Life.